# 新型チャムスリ級高速艇
| 新型チャムスリ級高速艇 | 新型チャムスリ級高速艇                      | 新型チャムスリ級高速艇              |
| ---------------------- | ------------------------------------------- | ----------------------------------- |
|                        |                                             |                                     |
| 概歴                   |                                             |                                     |
| 艦種                   | 哨戒艦艇 (PKMR)                             | 哨戒艦艇 (PKMR)                     |
| 建造期間               | 2016年 -                                    | 2016年 -                            |
| 就役期間               | 2017年 - 現役                               | 2017年 - 現役                       |
| 前級                   | 大鷲（チャムスリ）型哨戒艇                  | 大鷲（チャムスリ）型哨戒艇          |
| 次級                   | 最新                                        | 最新                                |
| 性能諸元               |                                             |                                     |
| 排水量                 | 基準：210t                                  | 基準：210t                          |
| 排水量                 | 満載：250t                                  |                                     |
| 全長                   | 44m                                         | 44m                                 |
| 全幅                   | 7m                                          | 7m                                  |
| 吃水                   | 2.4m                                        | 2.4m                                |
| 機関                   | CODAG方式                                   | CODAG方式                           |
| 機関                   | LM500ガスタービンエンジン                   | 2基                                 |
| 機関                   | CAT C32ディーゼルエンジン                   | 2基                                 |
| 機関                   | ウォータージェット推進器                    | 3軸                                 |
| 発電機関               | CAT C9                                      | 1基                                 |
| 速力                   | 最大40ノット                                | 最大40ノット                        |
| 乗員                   | 22人前後                                    | 22人前後                            |
| 武装                   | 62口径76mm速射砲 （現代WIA製）              | 1基                                 |
| 武装                   | K6重機関銃 12.7mm（ブローニングM2の韓国版） | 2基                                 |
| 武装                   | 飛竜130mm誘導ロケット SSM 12連装発射筒      | 1基                                 |
| 武装                   | 爆雷                                        | 複数                                |
| C4I                    |                                             |                                     |
| CEROS 200 FCS          |                                             |                                     |
| APSハードキルシステム  |                                             |                                     |
| レーダー               | LIG Nex1 SPS-540K 3次元式                   | 1基                                 |
| レーダー               | STX RadarSys SPS-100K 水上捜索用            | 1基                                 |
| 電子戦・ 対抗手段      | LIG Nex1 SLQ-200(V)K Sonata ECM装置         | LIG Nex1 SLQ-200(V)K Sonata ECM装置 |
| 電子戦・ 対抗手段      | KDAGAIE MK2 チャフ/フレア発射機             |                                     |

新型チャムスリ級高速艇（しんがたチャムスリきゅうこうそくてい、英: Chamsuri-211 class patrol vessel、朝: 신형 참수리）は、大韓民国海軍の高速艇の艦級。1番艇はチャムスリ211(PKMR-211）。

## 概要
新型チャムスリ級は、大鷲（チャムスリ）型の後継となる沿海哨戒用の高速艇である。事業名はPKX-B、計画では犬鷲（コムドクスリ）B型と呼称されたが、高速艇の伝統を引き継ぐ形でチャムスリの名前が継承された。韓国海軍では新型チャムスリ、もしくはPKMRと呼ばれている。16隻を建造する計画であり、2020年までに8隻が韓国海軍に引き渡される見込み。1隻あたりの建造費は615億ウォンである。
前級の大鷲型の後継としては、本級に先駆けて尹永夏級（PKX-A）が就航済みであるが、高速艇としては過大である為、それを補う形で本級が計画された。尹永夏級では考慮されたステルス性は本級では要求されていない。また、尹永夏級と同等の電子装備を搭載しているが、装備過多による不具合が発生している（後述）。
| 番号     | 艦名          | 建造                 | 進水           | 就役           |
| -------- | ------------- | -------------------- | -------------- | -------------- |
| PKMR-211 | チャムスリ211 | 韓進重工業 →HJ重工業 | 2016年7月28日  | 2017年11月1日  |
| PKMR-212 | チャムスリ212 | 韓進重工業 →HJ重工業 | 2018年12月21日 | 2019年11月28日 |
| PKMR-213 | チャムスリ213 | 韓進重工業 →HJ重工業 | 2018年12月21日 | 2019年12月18日 |
| PKMR-215 | チャムスリ215 | 韓進重工業 →HJ重工業 | 2018年12月21日 | 2019年12月31日 |
| PKMR-216 | チャムスリ216 | 韓進重工業 →HJ重工業 | 2019年12月13日 | 2020年予定     |
| PKMR-217 | チャムスリ217 | 韓進重工業 →HJ重工業 | 2019年12月13日 | 2020年予定     |
| PKMR-218 | チャムスリ218 | 韓進重工業 →HJ重工業 | 2019年12月13日 | 2020年予定     |
| PKMR-219 | チャムスリ219 | 韓進重工業 →HJ重工業 | 2019年12月13日 | 2020年予定     |
| PKMR-221 | チャムスリ221 | 韓進重工業 →HJ重工業 | 2020年予定     | 2021年予定     |
| PKMR-222 | チャムスリ222 | 韓進重工業 →HJ重工業 | 2020年予定     | 2021年予定     |
| PKMR-223 | チャムスリ223 | 韓進重工業 →HJ重工業 | 2020年予定     | 2021年予定     |
| PKMR-225 | チャムスリ225 | 韓進重工業 →HJ重工業 | 2020年予定     | 2021年予定     |
| PKMR-226 | チャムスリ226 | 韓進重工業 →HJ重工業 | 2021年予定     | 2022年予定     |
| PKMR-227 | チャムスリ227 | 韓進重工業 →HJ重工業 | 2021年予定     | 2022年予定     |
| PKMR-228 | チャムスリ228 | 韓進重工業 →HJ重工業 | 2021年予定     | 2022年予定     |
| PKMR-229 | チャムスリ229 | 韓進重工業 →HJ重工業 | 2021年予定     | 2022年予定     |

## 事件・事故
- 2020年3月、定期保守点検の際に1隻のエンジンシリンダーヘッドの破損が発見され、その後の調査で就役中の4隻全てに同様の問題があることが発覚した[2]。同年7月、設計ミスによるエンジンへの海水流入や、船体の重量増加に伴うエンジン負荷増大が原因である事が国防部のブリーフィングで明かされたとの報道がされた[3]。